# Elisabethenschneise
Koordinaten: 50° 14′ 25,9″ N, 8° 31′ 50,7″ O

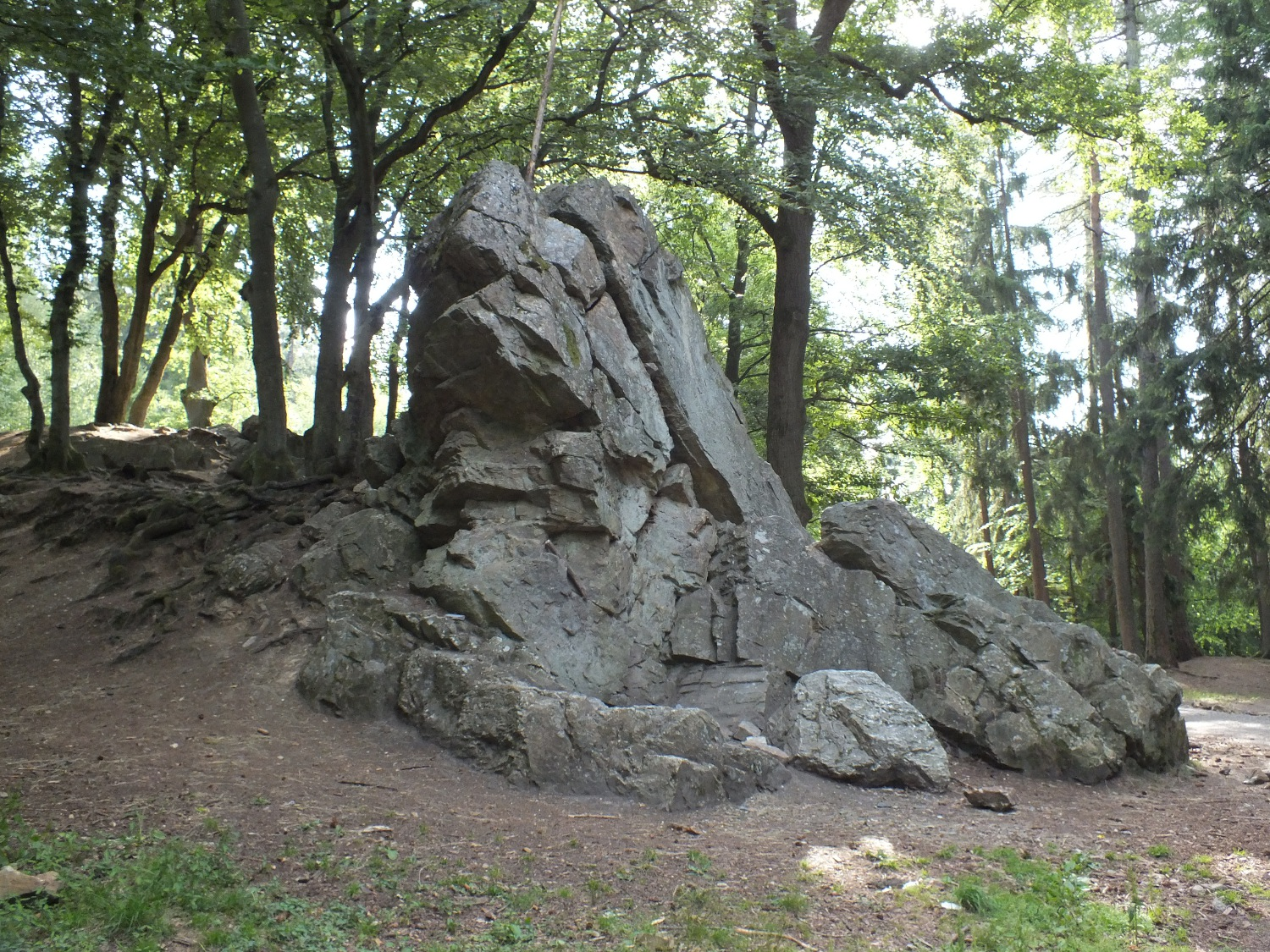
Der Elisabethenstein

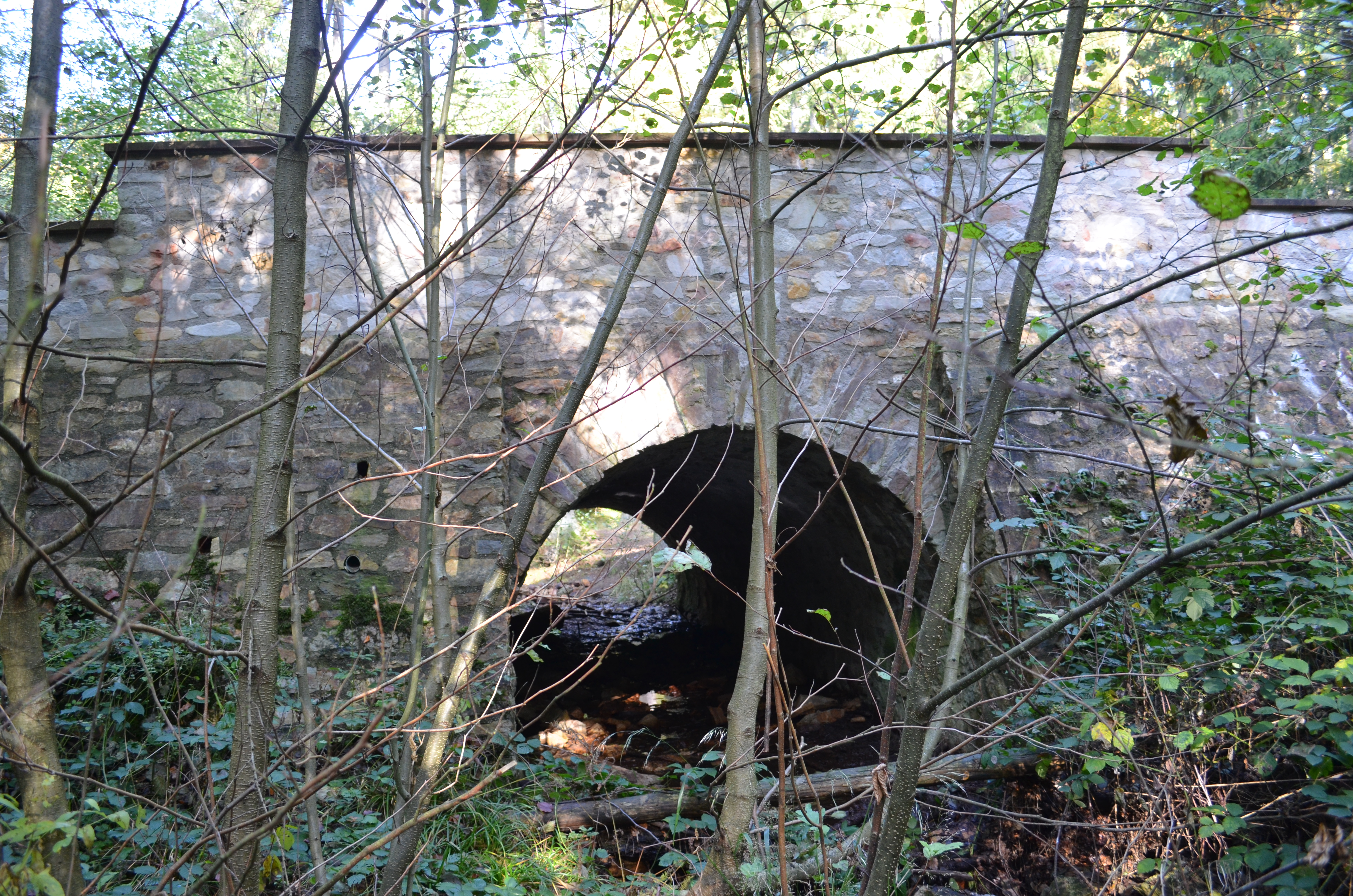
Leopoldsbrücke

Die Elisabethenschneise ist die westliche Verlängerung der Tannenwaldallee in den ehemaligen Landgräflichen Gärten von Bad Homburg. Sie wurde 1821 angelegt und zieht sich schnurgerade auf 5 km vom Waldrand des Taunus am Gotischen Haus bis in die Nähe des Sandplackens, wo in römischer Zeit der Limes verlief. Benannt ist sie nach Landgräfin Elisabeth, der Ehefrau von Friedrich VI.

## Geschichte
Elisabeths Schwiegervater Friedrich V. hatte bereits den Wald westlich der Landgräflichen Gärten als weitgehend naturbelassene Verlängerung der Parkanlage betrachtet. Zur Erbauung hatte er einige Gebäude eingestreut, beispielsweise ein Bauernhaus und einen „Tempel der stillen Tugend“ (1783); diese gibt es heute nicht mehr. Noch vorhanden, allerdings bemoost und zugewachsen, ist der Obelisk in der Nähe des – erst später, 1894 angelegten – Forellenguts, den Friedrich V. und seine Frau Karoline von Hessen-Darmstadt von ihren Kindern 1818 zur Goldenen Hochzeit erhielten.
Die durchgängige Verbindung wurde 1821 erst unter Friedrichs VI. und Elisabeth angelegt. Zu diesem Zweck musste eine im Weg stehende Taunusquarzit-Felsengruppe, die heute Elisabethenstein heißt (vorher Eschbachstein), teilweise gesprengt werden.
Außerdem mussten zwei Brücken über kreuzende Bäche angelegt werden, die Leopoldsbrücke über den Heuchelbach und die Landgrafenbrücke über das Kalte Wasser.
Die Leopoldsbrücke wurde durch den Hofmaurermeister Johann Weckerling erbaut. Die Inschrift im Zenit des Tonnengewölbes lautet: „FRIEDRICH JOSEPH Sv. LANDGRAF Z.H.HOMBURG d 15t N 1823“.
Die Landgrafenbrücke wurde zum Gedenken an Friedrich V. erbaut und entspricht deshalb durch die Länge von 71 Fuß und 11 Zoll dessen erreichtem Lebensalter in Jahr und Tag. Die Inschrift im Scheitel des Tonnengewölbes lautet: „FRIEDRICH JOSEPH Sv. LANDGRAF z.H.HOMBURG den 23ten APRIL 1828“.
Aus orts- und verkehrstechnischen Gründen wurden beide Brücken unter Denkmalschutz gestellt.
1825 stellte Friedrich VI. an der Schneise zwischen diesen beiden Bächen für seinen jüngsten, in der Schlacht bei Großgörschen gefallenen Bruder Leopold eine Gedächtnisurne, den „Leopoldsstein“ (heute im Schlosspark), auf.
Südlich des Landgrafenbergs zieht sich die Elisabethenschneise weiter bergauf vorbei an der Homburger Hütte bis hinauf zum Sandplacken (heute ein beliebter Rad- und Wanderweg).

## „Landschaftspark Elisabethenschneise“
Dies ist kein historischer Begriff, sondern Teil eines Sanierungskonzepts, das die Stadt Bad Homburg in verschiedenen Projektgruppen seit 2000 angeht. Eine Informationstafel am Elisabethenstein informiert über Pläne, die verfallenen bzw. nicht mehr vorhandenen Anlagen zu restaurieren bzw. zu rekonstruieren.
Zu den Besonderheiten des Waldes rund um die Elisabethenschneise gehören heute weitere Naturdenkmale, die es zur Zeit Elisabeths noch nicht gab bzw. erst frisch gepflanzt waren, beispielsweise die Luthereiche am östlich des Elisabethensteins kreuzenden König-Wilhelms-Weg (1817 gepflanzt), bis 40 m hohe Thuja-Bäume am Forellengut (1888 gepflanzt), einen Riesenmammutbaum am Frankfurter Forsthaus (1866 gepflanzt, ca. 35 m hoch, 6 m Stammesumfang). 1966 fiel das so genannte Krausbäumchen einem Sturm zum Opfer, eine eigenartig geformte Süntelbuche an einem in der Nähe des Forellenguts kreuzenden Querweg (Krausbäumchenschneise), die 1938 als Naturdenkmal ausgewiesen worden war und mittlerweile durch junge Pflanzen ersetzt ist.